# Jaumea
Jaumea, biljni rod od dvije vrste glavočika, od kojih jedna u Argentini i Urugvaju (J. linearifolia), a druga na zapadu Sjeverne Amerike (Jaumea carnosa). Ostale vrste uključene su u druge rodove, a većina u Hypericophyllum

## Vrste
1. Jaumea carnosa (Less.) A. Gray
2. Jaumea linearifolia (Juss.) DC.

## Sinonimi
- Jaumea altissima Klatt = Hypericophyllum altissimum (Klatt) Lebrun & Stork
- Jaumea angolensis O.Hoffm. = Hypericophyllum angolense (O. Hoffm.) N. E. Br.
- Jaumea compositarum (Steetz) Benth. & Hook. fil. ex Oliv. = Hypericophyllum compositarum Steetz
- Jaumea congensis O.Hoffm. ex T.Durand & De Wild. = Hypericophyllum congoense (O. Hoffm. ex T. Durand & De Wild.) N. E. Br.
- Jaumea elata (N. E. Brown) Eyles = Hypericophyllum elatum (O. Hoffm.) N.E. Br.
- Jaumea gossweileri Mattf. = Hypericophyllum gossweileri S. Moore
- Jaumea hessii Merxm. = Hypericophyllum hessii (Merxm.) D.J.N.Hind
- Jaumea johnstonii Baker = Hypericophyllum compositarum Steetz
- Jaumea linearis Pers. = Jaumea linearifolia (Juss.) DC.
- Jaumea mexicana (DC.) Benth. & Hook. fil. ex Hemsl. = Espejoa mexicana DC.
- Jaumea mimuloides Hieron. ex Sod. = Philoglossa mimuloides (Hieron.) H. Rob. & Cuatrec.
- Jaumea multicaulis Mattf. = Hypericophyllum multicaule Hutch.
- Jaumea peduncularis (Hook. & Arn.) Benth. & Hook. fil. ex Oliv. = Chaetymenia peduncularis Hook. & Arn.
- Jaumea scabrida (N. E. Br.) Lawalree = Hypericophyllum angolense (O. Hoffm.) N. E. Br.
- Jaumea speciosa Lawalree = Hypericophyllum elatum (O. Hoffm.) N.E. Br.
- Jaumea tessmannii Mattf. = Hypericophyllum tessmannii (Mattf.) G.V. Pope

- Coinogyne Less.